# 2015 год в телевидении
Список «2015 год в телевидении» описывает события в мире телевидения, произошедшие в 2015 году.

## Январь
- 1 января
  - Смена логотипа и графического оформления телеканала «10 Канал».
  - В России вступил в силу закон, запрещающий показ рекламы на платных телеканалах, вещающих исключительно в интернете, кабельных и спутниковых сетях[1]. 4 февраля вступила в силу поправка, разрешающая показ рекламы платным телеканалам, у которых не менее чем 75 % эфирного времени занимает «национальная продукция средства массовой информации»[2][3];
  - Запуск телерадиокомпанией «Мир» развлекательно-познавательного телеканала «Мир HD»[4];
  - Начало вещания в Узбекистане республиканского круглосуточного просветительского цифрового телеканала «Махалла»[5];
  - Официальное начало вещания телеканала «Amedia Hit», транслирующего телесериалы[6];
  - Прекращение вещания и закрытие телеканала «КП-ТВ»[7];
  - Деловой телеканал Татарстана «Tatarstan Business Channel» (TBC) прекратил вещание[8];
  - Приостановление вещания из-за финансовых проблем единственного украинского мультиспортивного телеканала «XSPORT»[9][10];
  - Томская независимая региональная телекомпания «ТВ2» прекратила эфирное вещание по причине расторжения договора со стороны ОРТПЦ в одностороннем порядке[11].
- 4 января — Французские музыкальные телеканалы «M6 Music Black[фр.]» и «M6 Music Club» прекращают вещание по экономическим причинам[12].
- 5 января — Телеканалы «НТВ-Плюс Спорт Союз» и «НТВ-Плюс Спорт Онлайн» прекращают вещание[13][14][неавторитетный источник].
- 8 января — «Севастопольская телерадиокомпания» прекратила вещание в связи с ребрендингом в «Информационный канал Севастополя»[15].
- 9 января — Начало вещания нового датского спортивного телеканала «TV2 Sport»[16].
- 14 января, 9:00 МСК — Начало вещания «Информационного канала Севастополя» (ИКС)[17].
- 16 января — Официальное начало вещания украинского музыкального телеканала высокой чёткости «RU Music HD»[18].
- 17 января — Польский спутниковый телеканал «Polonia 1[англ.]» изменяет логотип и концепцию вещания на рекламную[19]
- 19 января
  - В Томске начал вещание губернский телеканал «Томское время»[20] ;
  - Переход российского музыкального телеканала «Dange TV» на формат вещания 16:9[21] .
- 23 января — Запуск русскоязычной версии французского телеканала «myZen.tv HD»[22].
- 26 января — Официальный переход спутниковых телеканалов Европейского союза «Europe by Satellite[англ.]» (EbS) и «EbS+» на вещание в стандарте высокой чёткости (HD)[23][24].
- 31 января
  - «Телеканал Деда Мороза», запущенный 1 декабря 2014 года в кабельных сетях «Ростелеком» и «Onlime», прекратил вещание[25];
  - Телерадиокомпания «Керчь» прекратила вещание[26]

## Февраль
- 1 февраля
  - Начало вещания в Бахрейне нового арабского спутникового телеканала «Аль-Араб»[27], через час после его начала вещание прекращено по техническим и административным причинам[28];
  - Ребрендинг телеканала «Мать и дитя» в «Мама»[29];
  - Ребрендинг телеканала «24 Техно» в «Техно 24» («Т24»)[30];
  - Смена логотипа и графического оформления телеканала «Парк развлечений»[31].
- 2 февраля
  - Запуск компанией «Первый канал. Всемирная сеть» телеканала «Дом кино Премиум»[32];
  - Начало вещания французской компанией «AB Groupe» нового телеканала об экстремальных видах спорта «Trek», заменившего собой телеканал «Escales[фр.]»[33];
  - Прекращение вещания компанией «НТВ-Плюс» телеканалов «Кинолюкс»[34], «Кинорейс 3», «Кинорейс 4» и «Кинорейс 5»[35];
  - Переход российского спортивного телеканала «Русский Экстрим» на формат вещания 16:9[36], а также начало его вещания в стандарте высокой чёткости (HD)[37];
  - Смена логотипа и графического оформления телеканала «Boomerang»[38];
  - Телерадиокомпания «Казань» начала собственное круглосуточное вещание[39].
- 6 февраля — Международная версия «ТНТ-Comedy» сменила название на «ТНТ International»[40].
- 8 февраля, 21:00 МСК — Томская телекомпания «ТВ2» прекратила вещание в кабельных сетях[41].
- 9 февраля
  - Официальное начало вещания телеканала «НТВ HD» в стандарте высокой чёткости[42];
  - Глобальный ребрендинг (смена логотипов и графического оформления) 126 телеканалов компании «Fox International Channels» за пределами США[43][44].
- 16 февраля — Смена логотипа и ребрендинг телеканала «РЕН ТВ»[45].
- 17 февраля — Смена логотипа телеканала «Муз-ТВ»[46].
- 19 февраля — Начало трансляции телеканалом «КХЛ-ТВ HD» контента в стандарте сверхвысокой чёткости (4K UHDTV)[47].
- 20 февраля
  - Начало вещания на платформе «НТВ-Плюс Украина» нового телеканала «Киномаяк», заменившего собой украинскую версию «Первого канала»[48];
  - Начало вещания белорусского развлекательного телеканала «ТНТ International»[49].
- 21 февраля — Запуск болгарского спортивного телеканала «Diema Sport»[50].
- 27 февраля — Возобновление вещания в тестовом режиме Донецкой областной государственной телерадиокомпании из Краматорска[51][52]. Официальное вещание возобновлено 18 июня 2015 года[53].
- 28 февраля — Смена логотипа и оформления немецкого телеканала "Das Erste".

## Март
- 1 марта
  - Запуск холдингом ВГТРК познавательного телеканала о животном мире «Живая планета» в тестовом вещании[54];
  - Официальное начало вещания компанией «Макс Медиа» на платформе «Орион Экспресс» нового круглосуточного познавательно-развлекательного телеканала о хобби «Мир увлечений», адаптированного для людей с ограниченными возможностями по слуху[55];
  - Начало вещания японской компанией «SKY PerfecTV![англ.]» двух новых телеканалов в стандарте сверхвысокой чёткости (4K UHDTV) — музыкально-познавательного и фильмового[56].
- 2 марта — Прекращение вещания и закрытие телеканала «Сериал HD», производство которого велось оператором «Триколор ТВ»[57].
- 4 марта — Начало вещания регионального телеканала Симферополя (Республика Крым) «Первый Крымский».
- 5 марта — Ребрендинг телеканала «ТТС» в «Shop24Extra»[58].
- 10 марта — Переход телеканала «Украина» на формат вещания 16:9[59].
- 15 марта — Телеканалы «Россия-1», «Россия-2» и «Россия-Культура» прекращают вещание в аналоговом формате в 61 регионе России в связи с возможностью их приёма в составе первого мультиплекса цифрового телевидения (РТРС−1)[60].
- 16 марта — Ребрендинг украинского информационного телеканала «Rabinovich-TV» в «NewsNetwork» (NN)[61].
- 17 марта — Переход межгосударственного телеканала «Мир» на формат вещания 16:9[62].
- 19 марта — Аннулирование лицензии на право вещания украинской версии телеканала «Euronews»[63][64].
- 23 марта — Временное прекращение вещания из-за финансовых проблем украинского телеканала «ТВі»[65][66]. Вещание возобновлено 27 апреля[67][68].
- 24 марта — Начало тестового вещания нового круглосуточного телеканала об игровой индустрии «Gamanoid TV»[69].
- 27 марта — Прекращение вещания французской компанией «Groupe Canal+» телеканала «Maison+[фр.]»[70].
- Начало технического вещания первого в Узбекистане негосударственного интернет-телеканала «Sevimli» («Любимый»)[71].

## Апрель
- 1 апреля
  - Приостановление вещания из-за отсутствия лицензии Роскомнадзора телеканалов на крымскотатарском языке — информационно-развлекательного «ATR» и детского «Lâle»[72]. 17 июня 2015 года телеканалы возобновили спутниковое вещание[73];
  - Ребрендинг русскоязычной версии телеканала «MGM Channel[англ.]» в «AMC»[74];
  - Запуск азербайджанского музыкального телеканала «Azerbaijan Music Channel[азерб.]» (AMC)[75][76];
  - Начало вещания украинского телеканала о рыбалке и охоте «Трофей» в стандарте высокой чёткости[77];
  - Переход телеканала «ТВ Центр» на формат вещания 16:9[78].
  - «Первый канал» отмечал свой юбилей — 20 лет в эфире.
- 7 апреля
  - Начало вещания на базе «Первого национального канала» «Национального общественного телевидения Украины»[79];
  - Начало вещания телеканала «Дом кино Премиум» в стандарте высокой чёткости (НD)[80].
- 10 апреля
  - Официальное начало предоставления услуги непосредственного спутникового вещания компанией «Мобильные ТелеСистемы» (МТС)[81];
  - Начало вещания азербайджанского регионального детского телеканала «Günəş TV[азерб.]»[82];
  - Временное возобновление вещания (до 1 мая) компанией «НТВ-Плюс» телеканала «Кинорейс 3» с ретрансляцией телеканала «КХЛ ТВ HD»[83].
- 16 апреля — Запуск нидерландской медиагруппой «Brava Media» нового музыкально-развлекательного телеканала в стандарте сверхвысокой чёткости (4K UHDTV) «Festival 4K»[56].
- 23 апреля — Начало вещания оператором «Триколор ТВ» нового развлекательно-познавательного телеканала собственного производства «ТВ-ТВ»[84].
- 30 апреля — Прекращение вещания компанией «NBC Universal» на территории России и Украины телеканалов «E! Entertainment» и «Universal Channel»[85][86].

## Май
- 1 мая
  - Начало вещания спортивного телеканала «Nautical Channel[англ.]» в стандарте высокой чёткости[87].
  - Начало вещания телеканала "Живая планета" в полноценном вещании
- 7 мая — Начало спутникового вещания интернет-телеканала КПРФ «Красная линия»[88].
- 10 мая — Запуск российского телеканала о коневодстве «Конный мир», вещающего в стандарте высокой чёткости (HD)[89].
- 15 мая
  - Официальный переход Белоруссии с аналогового эфирного вещания на цифровое эфирное вещание[90];
  - Запуск нового российского рекламного телеканала «Ювелирочка»[91].
- 24 мая — Начало вещания в Иране круглосуточного информационно-познавательного телеканала на азербайджанском языке[92][93].
- 30 мая[нет в источнике] — Прекращение вещания и закрытие телеканала «ВКТ»[94].

## Июнь
- 1 июня
  - Запуск компанией «Первый ТВЧ» детского телеканала «Ginger HD»[95];
  - Прекращение вещания компанией «Первый ТВЧ» телеканала «Teen TV» и запуск на его частоте нового телеканала для слабослышащих детей «Рыжий»[96][97];
  - Переход украинского телеканала «ICTV» на формат вещания 16:9[98];
  - Смена логотипа и графического оформления телеканала «Ю»[99].
- 7 июня — Завершение перехода Сербии с аналогового эфирного вещания на цифровое эфирное вещание[100].
- 9 июня
  - Смена логотипа телеканала «История»;
  - Прекращение вещания британского телеканала «Sky 3D»[101][102];
  - Переход всех государственных телеканалов общереспубликанского вещания Туркменистана на вещание в стандарте высокой чёткости (HD)[103][104].
  - Ребрендинг британской версии ESPN в «BT Sport ESPN»[105].
- 11 июня — Возобновление вещания Греческой корпорации телерадиовещания (ERT) и закрытие заменявшей её корпорации NERIT («Новое греческое радио, интернет и телевидение»)[106][107].
- 12 июня — Перезапуск холдингом ВГТРК телеканала «Страна» с обновлённой концепцией вещания[108].
- 17 июня
  - Завершение перехода Черногории с аналогового эфирного вещания на цифровое эфирное вещание[100];
  - Начало процесса перехода с аналогового на цифровое эфирное вещание в Кыргызстане[109], Молдавии[110] и Южно-Африканской Республике[111];
  - Начало вещания Общественной телерадиовещательной корпорацией Кыргызской Республики (ОТРК) первого круглосуточного спортивного телеканала «КТРК Спорт»[112].
- 22 июня — Запуск компанией «Deutsche Welle» нового круглосуточного международного информационного телеканала на английском языке «DW News»[113][114].
- 25 июня
  - Переименование польских музыкальных телеканалов «TV.Disco[пол.]» и «Mjuzik.tv[пол.]» в «4fun Fit&Dance» и «4fun Hits»[115][116];
  - Церемония вручения телевизионной премии «ТЭФИ—2015»[117].
- 26 июня — Прекращение вещания французской компанией «Groupe Canal+» телеканалов «Cuisine+[фр.]», «Jimmy[фр.]» и «Sport+[фр.]»[118].
- 30 июня — Прекращение вещания компанией «Венгерское телевидение» телеканалов «M1[англ.]», «M2[англ.]», «Duna[венг.]» и «Duna World» в версии стандартной чёткости (SD)[119][120].

## Июль
- 1 июля
  - Начало процесса отключения аналогового эфирного вещания на территории Грузии в связи с переходом на цифровое эфирное вещание[121];
  - Переход российского телеканала «Кино ТВ» на формат вещания 16:9[122];
  - В Дании на базе каналов «Eurosport 2» и «Canal 8» запущен новый — «Eurosport Danmark»[123].
  - В Испании закрыт футбольный телеканал «Gol Television». На его месте запущена испанская версия «beIN Sports»[124].
- 3—5 июля — Тестовое вещание нового музыкального телеканала «Наше ТВ»[125].
- 3 июля — Смена логотипа телеканала «РТР-Планета».
- 9 июля — Начало предоставления услуги непосредственного спутникового вещания словацкой компанией «Towercom» на новой платформе «Voľná telka»[126][127].
- 10 июля — Начало вещания польского музыкального телеканала «Eska TV[пол.]» в стандарте высокой чёткости (HD)[128].
- 13 июля — Прекращение вещания и закрытие волгоградского телеканала «Ахтуба-ТВ»[129].
- 15 июля — Переход российских телеканалов — познавательного «Amazing Life»[130] на формат вещания 16:9.
- 18 июля — Начало вещания компанией «Венгерское телевидение» нового спортивного телеканала «M4 Sport[венг.]»[131].

## Август
- 1 августа
  - Начало вещания нового украинского телеканала для женщин «MІ Lady Television»[132];
  - Украинский телеканал о бизнесе «БТБ» («Банковское Телевидение») прекратил вещание[133].
  - Начало вещания британских спортивных телеканалов «BT Sport Europe» и «BT Sport Showcase», а также пакета «BT Sport Extra»[134].
  - Испанский спортивный телеканал «Sportmania» прекратил вещание[135].
- 2 августа — Запуск компанией «BT Sport» нового спортивного телеканала «BT Sport Ultra HD»[136].
- 3 августа
  - Начало вещания на греческой спутниковой платформе OTE новых спортивных телеканалов «OTE Sport 7 HD» и «OTE Sport 8 HD»[137];
  - Смена логотипа и графического оформления телеканала «Русский Экстрим»[138].
- 8 августа — Запуск болгарского спортивного телеканала «Diema Sport 2»[139].
- 10 августа
  - Официальное начало вещания компанией «Первый канал. Всемирная сеть» нового телеканала о строительстве и ремонте «Бобёр»[140], тестовое вещание которого велось со 2 февраля[141];
  - Начало тестового вещания телеканала «РЖД-ТВ» в стандарте высокой чёткости (HD)[142][неавторитетный источник].
- 15 августа — Официальное начало вещания холдингом ВГТРК нового детского анимационного телеканала «ANI»[143], тестовое вещание которого велось с 14 июля[144][неавторитетный источник].
- 18 августа — Запуск на албанской спутниковой платформе «Tring Digital» нового спортивного телеканала «Tring Sport 1 HD»[145].
- 24 августа — Ребрендинг украинского информационного телеканала «News One[укр.]»[146].
- 25 августа — Завершение перехода Грузии с аналогового эфирного вещания на цифровое эфирное вещание[147].
- 31 августа
  - Начало спутникового вещания православного музыкального интернет-телеканала «МузСоюз»[148];
  - Смена логотипа и графического оформления украинского телеканала «QTV»[149].

## Сентябрь
- 1 сентября
  - Начало вещания нового общественного крымскотатарского телеканала «Миллет» («Народ»)[150];
  - Запуск украинского информационного телеканала «3S.TV»[151];
  - Начало вещания украинского музыкального телеканала «Music Box UA» в стандарте высокой чёткости (HD)[152];
  - Ребрендинг телеканала «Интересное ТВ» в «Мужское кино»[153][154];
  - Ребрендинг русскоязычной версии познавательного телеканала «Discovery World» в «DTX»[155];
  - Ребрендинг белорусского познавательного телеканала «Минск 24 ДОК» в «Miнск TV»[156];
  - Переход телеканала «Звезда» на формат вещания 16:9[157];
  - Смена логотипа и графического оформления украинского телеканала «ICTV»[158].
- 2 сентября
  - Начало вещания немецкого рекламного телеканала «Pearl.tv[нем.]» в стандарте сверхвысокой чёткости (4K UHDTV)[159].
  - Перезапуск болгарской компанией «Bulsatcom» телеканала «F+ HD» под новым названием «Sport+ HD»[160].
- 5 сентября
  - Начало вещания нового чешского спортивного телеканала «Nova Sport 2[чеш.]»[161];
  - Переименование чешского спортивного телеканала «Nova Sport» в «Nova Sport 1[чеш.]»[161];
  - Смена графического оформления телеканала «Москва 24»[162][163].
- 7 сентября
  - Запуск ГТРК «Волгоград-ТРВ» на базе бывшего телеканала «Ахтуба-ТВ» нового регионального круглосуточного телеканала «Волгоград-24»[164];
  - Начало вещания эстонских телеканалов «ETV» и «ETV2[англ.]» в стандарте высокой чёткости (HD)[165];
  - Смена графического оформления телеканала «2x2»[166];
- 8 сентября — Начало вещания «Белтелерадиокомпанией» нового регионального областного телеканала «Беларусь 4. Могилёв»[167].
- 11 сентября — Начало вещания компанией «Film.ua» нового украинского спутникового телеканала для женщин «FilmUADrama»[168][169].
- 14 сентября — Смена логотипа телеканала «Дождь»[170].
- 25 сентября — Начало вещания «Белтелерадиокомпанией» нового регионального областного телеканала «Беларусь 4. Гомель»[171].
- 27 сентября — Запуск на албанской спутниковой платформе «Digitalb» нового спортивного телеканала «Supersport 7 HD»[172].
- 28 сентября
  - Начало вещания Эстонской национальной телерадиовещательной корпорацией (ERR) нового эстонско-русскоязычного телеканала «ETV+»[173];
  - Смена логотипов прибалтийских телеканалов «REN TV Baltic»[174], «REN TV Estonia»[175] и «REN TV Lietuva».
- 29 сентября — Начало вещания «Белтелерадиокомпанией» нового регионального областного телеканала «Беларусь 4. Витебск»[176].
- 30 сентября — По результатам конкурса телеканал «Пятница!» получил право вещания на позиции телеканала «Спорт плюс» во втором мультиплексе цифрового телевидения России (РТРС-2)[177].

## Октябрь
- 1 октября
  - Запуск на базе украинских телеканалов «УТР» и «БТБ» нового международного информационного телеканала «Мультимедийная медиаплатформа иновещания Украины» (UATV)[178];
  - Начало тестового вещания азербайджанского спортивного телеканала «CBC Sport»[179], доступного в стандарте высокой чёткости (HD)[180];
  - Начало вещания азербайджанских телеканалов «AzTV» и «Idman Azerbaijan TV[англ.]» в стандарте высокой чёткости (HD)[180];
  - Переход польских телеканалов «Polsat 2», «Polsat Café», «Polsat Play» и «TV4[пол.]» на вещание в стандарте высокой чёткости (HD)[181];
  - Переход телеканала «Sony Sci-Fi» на формат вещания 16:9[182];
  - Ликвидация спортивной редакции холдинга ВГТРК[183].
- 5 октября
  - Начало вещания компанией «TERN» (Television Entertainment Reality Network) нового телеканала «Insight», доступного в стандарте сверхвысокой чёткости (UHDTV)[184][185];
  - Запуск на платформе «Sky Deutschland[англ.]» нового телеканала о Джеймсе Бонде «Sky 007 HD», вещание которого будет осуществляться до 6 декабря[186][187];
  - Ребрендинг российского телеканала «100ТВ» в «Life78» («LifeNews 78»)[188][189];
  - Смена графического оформления телеканала «РБК»[190].
- 6 октября — Переход российского телеканала «Улыбка Ребёнка» на формат вещания 16:9, а также начало его вещания в стандарте высокой чёткости (HD)[191][192].
- 9 октября — Начало вещания «Белтелерадиокомпанией» нового регионального областного телеканала «Беларусь 4. Гродно»[193].
- 19 октября — Начало вещания в Эстонии нового развлекательного телеканала «Kanal 1+»[194].
- 24 октября — Запуск в Венгрии спортивного телеканала «Digi Sport 3»[195].
- 30 октября — Запуск ГТРК «Южный Урал» тестового вещания нового регионального кабельного телеканала «Челябинск 24»[196].
- Начало предоставления услуг спутникового вещания на новой платформе «TeRus» (Television in Russian)[197][198].

## Ноябрь
- 1 ноября
  - Начало тестового вещания нового телеканала «NASA TV UHD»[199];
  - Прекращение вещания холдингом ВГТРК телеканала «Россия-2» и запуск на его частоте нового общероссийского обязательного общедоступного телеканала спортивной направленности «Матч ТВ»[200][201];
  - Ребрендинг украинского телеканала «RU Music» в «EU Music»[202];
  - Смена логотипа и графического оформления российского телеканала «ТВ-3»[203].
- 2 ноября
  - Официальное начало вещания холдингом ВГТРК нового телеканала «Комедия»[204][205];
- 12 ноября — Прекращение эфирного вещания телеканала «Перец» и запуск на его частотах нового телеканала «Че»[206][207].
- 13 ноября
  - Переименование спортивного телеканала «Eurosport» в «Eurosport 1»[208];
  - Смена логотипа и графического оформления спортивных телеканалов «Eurosport 2» и «Eurosport News»[209].
- 15 ноября — Начало тестового вещания компанией «Триколор ТВ» двух новых телеканалов в стандарте сверхвысокой чёткости (4K UHDTV) — «Триколор Ultra HD» и «Insight UHD»[210].
- 23 ноября
  - Начало официального вещания нового российского развлекательно-познавательного телеканала «Калейдоскоп ТВ», тестовое вещание которого велось с 10 ноября[211];
  - Смена логотипа украинского телеканала «Эспрессо TV»[212].
- 30 ноября — Переход эротического телеканала «Hustler TV» на формат вещания 16:9[213].

## Декабрь
- 1 декабря
  - Возобновление вещания (до 1 февраля 2016 года) в кабельных сетях «Ростелеком» и «OnLime» «Телеканала Деда Мороза»[214];
  - Ребрендинг российской версии спортивного телеканала «Nautical Channel[англ.]» в «Морской»[215];
  - Начало вещания регионального телеканала Республика Крым «Крым 24».
  - Переход украинских телеканалов «СТБ»[216] и «QTV»[217] на формат вещания 16:9.
- 14 декабря — Переход украинского регионального «34 телеканала» (Днепропетровск) на формат вещания 16:9 со сменой логотипа и графического оформления[218].
- 15 декабря — Начало вещания «Белтелерадиокомпанией» нового регионального областного телеканала «Беларусь 4. Брест»[219].
- 25 декабря
  - Прекращение вещания телеканала «Бойцовский клуб»[220];
  - Переход российского телеканала «Боец» на формат вещания 16:9[221].
- Начало спутникового вещания телеканала о компьютерных играх и киберспорте «Game Show»[222][223].